# Saugraben (Erlbach)
Der Saugraben ist ein unter 2 km langer linker Zufluss des bei Höfstetten in die Fränkische Rezat mündenden Erlbachs bei Haundorf im mittelfränkischen Landkreis Weißenburg-Gunzenhausen.

## Geographie

### Verlauf
Der Saugraben entspringt im Osten des zum Nördlichen Spalter Hügelland gehörenden Haundorfer Waldes auf einer Höhe von rund 513 m ü. NHN südöstlich von Unterhöhberg knapp unter der Hangkante des Höhberg-Hochplateaus. Er fließt beständig in südöstliche Richtung, zunächst durch Hangwald, dann in offener Landschaft am Rand von Thierhof vorbei, wo er einen Weiher speist. Anschließend läuft der Bach parallel zur Brunnengasse durch das sich dem Erlbach entlangziehende Obererlbach und unterquert die Bundesstraße 466. Der Saugraben mündet gleich danach nach 1,7 km Lauf auf einer Höhe von 401 m ü. NHN im Bereich einiger Kleinteiche auf dessen anderer Seite von links in den (Höfstettener) Erlbach.

### Einzugsgebiet
Der Saugraben entwässert ein etwa 1,2 km² großes Einzugsgebiet. Dieses erstreckt sich mit der Kontur einer dickeren Spindel ungefähr vom Waldrand wenig südöstlich von Unterhöhberg etwa 2 km weit ostsüdöstlich bis zur Mündung in Obererlbach. Es ist überwiegend und in seinen oberen Teilen fast ganz bewaldet. Der höchste Punkt liegt auf oder an einer flachen Hochebenenkuppe wenig südlich von Unterhöhberg, die 528 m ü. NHN erreicht. Es ist im Norden begrenzt durch die Wasserscheide auf der Hochebene zum fernen Bremenwiesbach, der zum anderen Fränkische-Rezat-Zufluss bei Untereschenbach mit Namen Erlbach entwässert, an der Südsüdwestseite durch die Wasserscheide zum näheren, parallel und etwas oberhalb in den eigenen Vorfluter einlaufenden Ziegelleitenbach. Im Nordnordosten zieht der merklich kürzere Klingleinsgraben vom Hang des Klingenbergs ebenfalls parallel hin zur Mündung im unteren Dorfteil von Obererlbach an der Einmündung der Hohlgasse in die Bundesstraße.

### Zuflüsse
Der Saugraben hat am Oberlauf im Wald am Höhberg-Abfall vor Thierhof drei sämtlich tiefer entspringende kleine Hangzuflüsse, von denen keiner auch nur eine Länge von 0,2 km erreicht.